# Delomys sublineatus
Delomys sublineatus, popularmente denominado de rato-do-mato, é uma espécie de roedor da família Cricetidae. Endêmica do Brasil, onde pode ser encontrada nos estados de Minas Gerais, Espírito Santo, Rio de Janeiro, São Paulo, Paraná e Santa Catarina.